# Thrapsanón
Thrapsanón är en ort i Grekland.   Den ligger i prefekturen Nomós Irakleíou och regionen Kreta, i den sydöstra delen av landet, 300 km söder om huvudstaden Aten. Thrapsanón ligger 350 meter över havet och antalet invånare är 1 499.
Terrängen runt Thrapsanón är huvudsakligen kuperad, men den allra närmaste omgivningen är platt.Runt Thrapsanón är det ganska glesbefolkat, med 43 invånare per kvadratkilometer. Närmaste större samhälle är Heraklion, 19,9 km nordväst om Thrapsanón. == Kommentarer ==
1. ↑  Framräknat ur variansen i alla höjduppgifter (DEM 3") från Viewfinder Panoramas, inom 10 km radie.[2] Mer om algoritmen finns här: Användare:Lsjbot/Algoritmer.